# Camera degli Anziani
La Camera degli anziani, è de jure la camera alta del parlamento bicamerale dell'Afghanistan, l'Assemblea nazionale, insieme alla Camera del popolo.  Si componeva di 102 membri, 2/3 nominati da Distretti e Provincie, 1/3 nominato direttamente dal Presidente dell'Afghanistan.
Dal 15 agosto 2021 e la presa di Kabul da parte dei talebani, le attività parlamentari sono state sospese a tempo indeterminato. Entrambe le camere dell'Assemblea Nazionale sono state ufficialmente soppresse nel maggio 2022 dal nuovo governo talebano.